# Donji Bukovac Žakanjski
Donji Bukovac Žakanjski is een plaats in de gemeente Žakanje in de Kroatische provincie Karlovac. De plaats telt 123 inwoners (2001).